# Lillsjö (Hallaryds socken, Småland)
Lillsjö är en sjö i Älmhults kommun i Småland och ingår i Helge ås huvudavrinningsområde.